# Freakish
Freakish è il secondo album del gruppo alternative rock britannico Joe Gideon & The Shark, pubblicato il 7 gennaio 2013 dall'etichetta Bronzerat Records..
Il disco prosegue con le sonorità dell'esordio, con numerosi brani in cui Gideon recita i testi più che cantare, quasi come in uno spettacolo spoken word.. Ha ricevuto recensioni moderatamente positive, con una media di 65% su Metacritic. 

## Tracce
1. I'm Ruined – 4:01
2. Snake Candy – 3:11
3. Poor Born – 3:01
4. The Insignificant Bullet – 4:21
5. You, The Pole And The Rastafarian – 3:44
6. Nine Bells of Hell – 6:04
7. Higher Power – 4:12
8. Freakish – 7:55
9. Friday 13 – 3:34

Bonus tracks edizione australiana
1. Heart on a String – 4:40
2. Wheel of Fortune – 6:58